# Babaevsky (huyện)
Huyện Babaevsky (tiếng Nga: Баба́евский райо́н) là một huyện hành chính tự quản (raion), của Tỉnh Vologda, Nga. Huyện có diện tích 9391 km². Trung tâm của huyện đóng ở Babaevo.. Dân số: 21,944 (Điều tra dân số 2010); 24,930 (2002 Census); 29,535 (Điều tra dân số năm 1989).